# 狭叶蓑藓
狭叶蓑藓（学名：Macromitrium angustifolium）为木灵藓科蓑藓属下的一个种。

## 扩展阅读
- 維基物種上的相關：狭叶蓑藓